# Sent Marcèth
Sent Marcèth (francès Saint-Marcet) és un municipi del departament francès de l'Alta Garona, a la regió d'Occitània.